# Kosta Leščarov

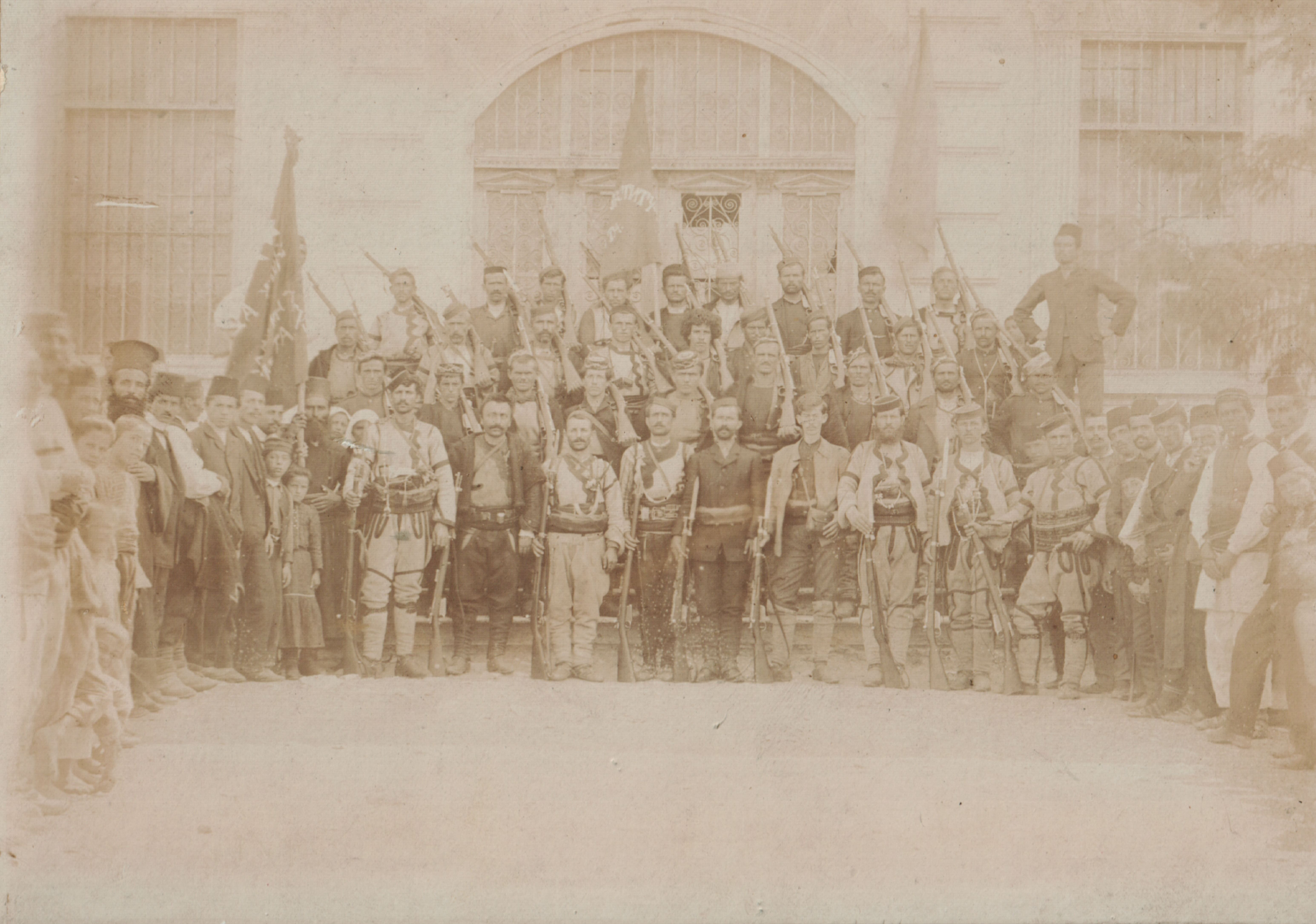
Kosta Leščarov: Bulharští aktivisté v Ochridu po mladoturecké revoluci; v první řadě za knězem s vlajkou Lazar Ciriov, Gjurčin Petrov, Božin Valčev, 27. října 1908

Konstantin (Kostadin, Kosta) Leščarov nebo Leščarev s krycím jménem Černějev (? Ochrid – ?) byl bulharský fotograf, revolucionář, aktivista Makedonsko-odrinské revoluční organizace .

## Životopis
Kosta Leščarov se narodil ve městě Ochrid, v té době v Osmanské říši. Vystudoval klasickou bulharskou střední školu v Bitole. Vyučoval na bulharské škole (trojtřída) v kostele sv. Klimenta. V roce 1906 se stal členem ochridského výboru VMORO. Také se zabýval fotografií.
Poté, co Ochrid po mezispojenecké válce zůstal v Srbsku, 17. září 1913 opustilo město 20 prominentních Bulharů a emigrovalo do Albánie: učitelé Nikola Kirov Maiski, Ivan Dělov, Kosta Leščarov, Ivan Vasiljev, Dimitar Siljanov, Alexander Avtov, Kosta Klimov, Evtim Jankulov, Atanas Kanevčev, Kliment Kanevčev, Pasko Parmakov, tajemník bulharského metropolity Lev Ogněnov, právník Lev Kackov, obchodníci Ivan Grupčev, Petar Filev a Achil Bandžov.
Byl ženatý s učitelkou Florou Leščarovou.